# Смирнови (Котельницький район)
Смирно́ви (рос. Смирновы) — присілок у складі Котельницького району Кіровської області, Росія. Входить до складу Морозовського сільського поселення.
Населення становить 4 особи (2010, 8 у 2002).
Національний склад станом на 2002 рік — росіяни 100 %.